# Sonatine (Roussel)
De Sonatine, opus 16 voor piano is een muziekstuk van de Franse componist Albert Roussel dat hij schreef in 1912. De première vond plaats op 3 september 1912 bij de Société nationale de musique door de pianiste Marthe Dron aan wie het stuk was opgedragen.

## Delen
1. Modéré - Très énergique (attaca)
2. Scherzo : Vif et moqueur
3. Très lent - Modéré - Très animé (attaca)
4. Finale